# Music Choice
Music Choice est une société américaine créée en 1987 par Sony, Warner Music et EMI qui proposent actuellement un bouquet d'une centaine de chaînes musicales en continu (cinquante en audio sur la télé normale, puis vingt-cinq en audio et vingt-cinq en vidéo seulement dans l'application) distribué par des câblo-opérateurs ou par des bouquets de télévision par satellite. Il est disponible dans 65 millions de foyers en Amérique du Nord.
Un signal audio, les données sur la piste en lecture, des anecdotes sur l'artiste et/ou le genre présenté sur la section "Did You Know?" (« Tu savais ? ») ainsi que la pochette de l'album / les images de l'artiste (si disponible) sont diffusés sur ces chaines dans un format « diaporama ».
Les services musiques similaires êtes Stingray Musique, SiriusXM (radio numérique par satellite), SonicTap (entre 9 février 2010 et 9 février 2018) et Xite.
Music Choice (anciennement connu sous le nom de Digital Cable Radio) est le premier service audio numérique de radiodiffusion dans le monde. Music Choice a évolué en une plate-forme multi-réseau de musique basée à New York qui atteint des millions de consommateurs à travers le pays. Music Choice est détenue par Comcast Cable Communications, Time Warner, Cox Communications, EMI Music, Microsoft Corporation, Motorola, et Sony Corporation of America.

## Rachat de Xtra Music
Xtra Music est une société britannique créée en 1997 et disparue le 1er avril 2007 à la suite du rachat par Music Choice.

Xtra Music était un éditeur d'un bouquet d'une cinquantaine de chaînes musicales audio qui était distribué par des câblo-opérateurs ou par des bouquets de télévision par satellite.
En France Xtra Music fut distribué dans le bouquet satellite TPS (société).

## Liste des chaînes
Remarque: les chaînes écrites en italique sont diffusées sur tous les câblo-opérateurs.

### Rock
- '80s Rock : Musique de glam metal des années 1980.
- Adult Alternative (contenir du contenu explicite) : Musique alternatif destinée à un public plus adulte.
- Alternative (contenir du contenu explicite) : Musique de rock alternatif actuelle.
- Classic Alternative : Musique de rock alternatif entre des années 1970 et années 1990.
- Classic Metal (contenir du contenu explicite) : Musique de heavy metal entre des années 1970 et années 1990.
- Classic Rock : Musique de rock classique entre des années 1960 et années 2010.
- Emo X Screamo (contenir du contenu explicite) : Musique de emo, screamo et post-hardcore.
- Indie (contenir du contenu explicite) : Musique indépendante actuelle.
- Metal (contenir du contenu explicite) : Musique de metal agressif des années 2000 et nos jours.
- New Wave
- Punk Rock (contenir du contenu explicite) : Musique de punk rock entre des années 1970 et années 1990.
- Rock Hits (contenir du contenu explicite) : Musique de arena rock et rock moderne.
- Rock : Musique de rock en général entre des années 1990 et nos jours.

### Pop
- 70's
- 80's
- 90's
- Brits + Hits : Les hits qui s'est chant ou écrit par des artistes de l'industrie musicale britannique.
- Hit List : Les hits du moment (formate top 40).
- Music Choice Max : Les hits de pop, EDM, alternatif et hip-hop du moment.
- Party Favourites : Les hits « uptempo » de pop, EDM et hip-hop pour les occasions spéciales et les fêtes.
- Pop Hits : Les hits actuelles variés sans le rap.
- Soft Rock : Les hits « slow » et « mid-tempo » de adulte contemporain, country et pop du passé et du présent.
- Solid Gold Oldies : Les hits des années 1950 et années 1960.
- Teen Beats : Les hits du moment destinée à les adolescents.
- Y2K : Les hits des années 2000.

### Dance/Électro
- Dance/EDM (contenir du contenu explicite) : Musique de danse et électronique actuelle.
- Dance Classics (contenir du contenu explicite) : Musique de disco et électronique entre des années 1970 et années 1990.
- Lounge : Musique de chill-out, downtempo, ambient et lounge.

### Country
- Americana : Musique de country alternatif et Americana en général.
- Bluegrass
- Classic Country : Les hits de musique country entre des années 1940 et 1990.
- Country Hits : Les hits de musique country en général.
- Pop & Country : Musique country et musique pop imprégnée par la genre.
- Today's Country : Les hits de musique country entre milieu des années 2000 et nos jours.

### Jazz
- Blues : Musique de blues entre des années 1920 et nos jours.
- Easy Listening
- Jazz : Musique de jazz du passé et du présent avec les élements des jazz traditionnel.
- Singers & Swing : Big band, swing et jazz vocal.
- Smooth Jazz
- Soundscapes : Musique de new age et « atmosphérique ».
- Stage & Screen : Musique de films fameux et Broadway.

### Classique
- Classical Masterpieces : longues œuvres classiques de la Renaissance à nos jours.
- Light Classical : courtes oeuvres classiques de la fin de la Renaissance à nos jours.
- Opéra Plus

### Urbaniste
- ALT R&B
- Hip-Hop and R&B
- Hip-Hop Classics : Musique de hip-hop du passé.
- Funk : Musique de funk des années 1960 et années 1970.
- R&B Classics : Musique de R&B, funk et soul entre des années 1950 et années 1990.
- R&B Soul : Musique actuelle de R&B et soul.
- Throwback Jamz : Musique de R&B, urbaniste et rap entre des années 1980 et début des années 2000.
- Rap (contenir du contenu explicite)
- Rap 2K (contenir du contenu explicite)

### Vacances / Saisonnier
- Sounds of the Seasons : Musique pour célébrer les vacances majeurs et saisons de l'année. Pendant les jours sans vacances, The Pulse (musique ambiante) est jouée.
  - 5 - 18 février : Musique romance pour le jour de la Saint-Valentin.
  - 25 février - 4 mars : Musique pour la période festive de Mardi gras.
  - 5 - 19 mars : Musique folk irlandaise pour Fête de la Saint-Patrick.
  - 1 - 8 avril : Musique pour Poisson d'avril.
  - 1 - 7 mai : Musique mexicain pour la période festive de Cinco de Mayo.
  - 25 - 28 mai : Musique pour Memorial Day.
  - 25 juin - 8 juillet : Musique patriotique pour le Jour de l'indépendance aux États-Unis.
  - 9 - 31 juillet : Musique pour la « Noël au Juillet ».
  - 31 août - 3 septembre : Musique pour Fête du Travail et fin de l'été.
  - 11 septembre : Musique sombre pour la hommage aux victimes de l'attentat terroriste en 2001.
  - 12 septembre - 8 octobre : Musique pour Oktoberfest en Allemagne.
  - 9 - 31 octobre : Musique effrayant pour Halloween.
  - 1 novembre - 6 janvier : Musique festive pour Noël.

### Enfants
- Kidz Only! : Musique populaire avec les enfants.
- Kids Movie Soundtracks : Musique de films fameux qui sont adaptés aux familles.
- Toddler Tunes : Musique populaire avec les bébés, tout-petits et jeunes enfants ; y compris les berceuses jouées toute la nuit.

## À voir aussi
- Music Choice Extra (Music Choice Europe)